# Корпуана чорногорла
Корпуа́на чорногорла (Asthenes harterti) — вид горобцеподібних птахів родини горнерових (Furnariidae). Ендемік Болівії. Вид названий на честь німецького орнітолога Ернста Гартерта.

## Підвиди
Виділяють два підвиди:
- A. h. harterti (Berlepsch, 1901) — північна Болівія (Ла-Пас);
- A. h. bejaranoi (Remsen, 1981) — центральна Болівія (Кочабамба).

## Поширення і екологія
Чорногорлі корпуани мешкають в підліску вологих гірських тропічних лісів, на узліссях, на високогірних луках та у високогірних чагарникових заростях. Зустрічаються на висоті від 2900 до 3400 м над рівнем моря.